# ملولبة كاسكيدية
ملولبة كاسكيدية (الاسم العلمي: species cascadensis) هي نوع منقرض من عضديات الأرجل تتبع جنس الملولبة من فصيلة الملولبات.